# Рудольф (містечко, Вісконсин)
Рудольф (англ. Rudolph) — місто (англ. town) в США, в окрузі Вуд штату Вісконсин. Населення — 433 особи (2020).

## Демографія
Згідно з переписом 2010 року, у місті мешкало 1028 осіб у 418 домогосподарствах у складі 316 родин. Було 447 помешкань
Расовий склад населення:
| - 97,5 % — білих - 1,6 % — азіатів - 0,3 % — корінних американців - 0,1 % — чорних або афроамериканців |

До двох чи більше рас належало 0,6 %. Частка іспаномовних становила 1,1 % від усіх жителів.
За віковим діапазоном населення розподілялося таким чином: 22,1 % — особи молодші 18 років, 60,4 % — особи у віці 18—64 років, 17,5 % — особи у віці 65 років та старші. Медіана віку мешканця становила 45,9 року. На 100 осіб жіночої статі у місті припадало 108,9 чоловіків;  на 100 жінок у віці від 18 років та старших — 107,0 чоловіків також старших 18 років.
Середній дохід на одне домашнє господарство  становив 71 131 долар США (медіана — 62 143), а середній дохід на одну сім'ю — 81 090 доларів (медіана — 68 958). Медіана доходів становила 46 417 доларів для чоловіків та 42 500 доларів для жінок. За межею бідності перебувало 5,7 % осіб, у тому числі 5,4 % дітей у віці до 18 років та 0,0 % осіб у віці 65 років та старших.
Цивільне працевлаштоване населення становило 560 осіб. Основні галузі зайнятості: виробництво — 28,4 %, освіта, охорона здоров'я та соціальна допомога — 15,5 %, сільське господарство, лісництво, риболовля — 11,8 %, роздрібна торгівля — 11,3 %.